# Christin Furtenbacher
Christin Furtenbacher (* 1984 in Greiz) ist eine deutsche Politikerin (Bündnis 90/Die Grünen). Sie war von 2020 bis 2024 Landesvorsitzende von Bündnis 90/Die Grünen Sachsen.

## Leben
Furtenbacher ist 1984 in Greiz geboren und aufgewachsen, ihre Jugend verbrachte sie in Auerbach im Vogtland. Von 2003 bis 2012 studierte sie Politikwissenschaften, Interkulturelle Kommunikation und Angewandte Sprachwissenschaft an der TU Chemnitz. Von 2013 bis 2020 war sie wissenschaftliche Mitarbeiterin im Landtagsbüro der Grünen in Chemnitz. Von 2012 bis 2013 war sie Koordinatorin eines Mentoring-Projektes an der Hochschule Mittweida. 
Furtenbacher lebt mit ihrer Familie im Chemnitzer Stadtteil Schloßchemnitz. 

## Politik
Furtenbacher trat 2012 dem Bündnis 90/Die Grünen bei. Von 2012 bis 2014 war sie Beisitzerin im Vorstand des Chemnitzer Kreisverbands. Seit den sächsischen Kommunalwahlen 2014 gehört sie dem Stadtrat von Chemnitz an und ist derzeit dort stellvertretende Vorsitzende der Fraktion. Von März 2020 bis Dezember 2024 war sie Co-Landesvorsitzende von Sachsen (bis 2022 mit Norman Volger, danach mit Marie Müser). In dieser Funktion hat sie die sächsischen Grünen durch ihre erste Regierungsbeteiligung in Sachsen geführt und insbesondere die Vernetzung und Förderung von Kommunalpolitik sowie von weiblichen Mitgliedern ihrer Partei vorangebracht. 2022 wurde sie auf der entsprechenden Landesdelegiertenkonferenz noch mit 91,4 % der Stimmen gewählt. Am 8. Dezember 2024 trat sie nach einem schlechten Wahlergebnis auf dem Landesparteitag (Wahl erst im zweiten Wahlgang) einen Tag nach der Wiederwahl als Landesvorsitzende zurück.

## Ehrenamt
Während ihres Studiums engagierte Furtenbacher sich in der UNICEF-Hochschulgruppe und bei Amnesty International Chemnitz.
Sie ist aktuell Mitglied des Vorstands des Ernährungsrat Chemnitz e. V., den sie 2023 mitbegründet hat. Sie ist zudem Mitglied im Bund für Umwelt und Naturschutz e. V. (BUND) und Fördermitglied der kommunalpolitischen Bildungsvereinigung Die Alternative Kommunalpolitik Sachsen e. V. (DAKS) sowie von Mission Lifeline e. V.